# La Colombe (Manche)
La Colombe település Franciaországban, Manche megyében. Lakosainak száma 627 fő (2022. január 1.). La Colombe Beslon, La Bloutière, Montbray, Percy-en-Normandie, Sainte-Cécile és Villedieu-les-Poêles-Rouffigny községekkel határos.

## Népesség
A település népességének változása:
| Lakosok száma | 583  | 560  | 563  | 611  | 623  | 621  | 631  | 627  | 628  | 627  |
|               | 1968 | 1982 | 1990 | 2006 | 2013 | 2015 | 2017 | 2019 | 2020 | 2022 |